# 高楠順次郎
高楠 順次郎（たかくす じゅんじろう、1866年6月29日（慶応2年5月17日） - 1945年（昭和20年）6月28日）は、明治時代から昭和初期にかけての日本の仏教学者・インド学者。号は「雪頂」。
東京帝国大学（東京大学の前身）文学部教授、東京外国語学校（東京外国語大学の前身）校長、東洋大学学長。

## 経歴
出生から修学期
1866年(慶応2年)、備後国御調郡篝村（現三原市八幡町篝）の農家・沢井家に7人兄弟の長男として生まれた。幼いころから祖父に漢籍を習ったが、旧家とはいえ進学するだけの余裕はなく、14歳で小学校教員として働き始めた。その後、近隣出身で当時西本願寺を代表する学僧であった日野義淵（足利義山の子）や是山恵覚等の助力もあって、1885年に西本願寺が京都に創設したばかりの普通教校（現・龍谷大学）に21歳で入学した。在学中は同志を集めて禁酒運動を始め、1887年に『反省会雑誌』(後の『中央公論』）を刊行した。1889年、普通教校を卒業。
その後、請われて神戸の裕福な高楠家の婿養子となり、その援助で1890年より英国に留学。オックスフォード大学でM.ミュラーに師事した。1894年にBA(学士号)を取得してオックスフォード大学を卒業。その後ドイツ帝国に渡り、1895年よりベルリン大学で学んだ。1896年にライプツィヒ大学に移り、7月にドクトル・フィロソフィエ等の学位を取得。その後、フランスに留学。
哲学研究者として
1897年に帰国し、東京帝国大学文学部講師に就いた。梵語学講座を創設し、自ら研究に励んだだけでなく、宇井伯寿、木村泰賢、織田得能、辻直四郎など多くの後進を育てた。1899年、東京帝国大学教授に昇格。また、同年より東京外国語学校（現・東京外国語大学）校長を兼任。
1900年に現在の中央学院大学の前身である「日本橋簡易商業夜学校」を設立し、初代校長に貴族院議員・男爵南岩倉具威を迎えた。同年、文学博士を取得。1905年、オックスフォード大学から名誉博士号を授与された。1921年、父母没。1923年、大正新脩大蔵経を企画。渡辺海旭とともに責任者となる。1924年、武蔵野女子学院（現・武蔵野大学）を設立。1927年、東京帝国大学を退職し、名誉教授となった。
東京帝国大学退任後
東京帝国大学を退任後は、武蔵野女子学院高等女学校（現・武蔵野女子学院中学校・高等学校）校長に就任。1931年、東洋大学第8代学長に就任。1932年には、大正新脩大蔵経(全85巻)の出版が完了。また、長男の高楠正雄と共に大蔵出版を興こし、顧問となった。そして、1935年より南伝大蔵経の刊行を開始。1938年、ハワイ大学客員教授となった。1943年、千代田女子専門学校（後の武蔵野女子大学短期大学部、武蔵野大学）校長に就任。
1945年、静養先の静岡県駿東郡玉穂村で死去。享年80歳。墓所は築地本願寺和田堀廟所と京都市大谷本廟にある。

## 受賞・栄典
受賞
- 1929年：大正新脩大蔵経刊行を讃え、フランス学士院からジュリアン賞を授与さる。

栄典
- 1898年（明治31年）6月28日：正六位[2]
- 1909年（明治42年）7月10日：正五位[3]
- 1944年： 文化勲章を受章。

## 研究内容・業績
『大正新脩大蔵経』や『南伝大蔵経』等の大規模出版物を次々と企画し、刊行した。知力体力に恵まれ、たゆまぬ努力で巨大な業績を残したが、病気で家族を次々に失い家庭的には恵まれたとはいえなかった。しかし自身は、祖父譲りの篤信の真宗信徒で、朝な夕な仏壇に向かい念仏を唱えていたという。
エスペラント振興
高楠はエスペランティストでもあり、1906年に黒板勝美らと共に日本エスペラント協会の結成に参加し、同会の東京支部長を務めた。また、新たに1919年に日本エスペラント学会が設立された際は、当初は評議員として参加し、1926年の財団法人化後は理事も務めた。
高等教育機関の開設
高楠は数々の高等教育機関の設立や運営に関わり、その多くは今日大学に発展している。
- 武蔵野女子学院高等女学校（武蔵野女子学院中学校・高等学校の前身）
- 千代田女子専門学校（旧武蔵野女子大学短期大学部、武蔵野大学の前身）
- 日本橋簡易商業夜学校（旧中央商科短期大学、中央学院大学の前身）

## 家族・親族
- 夫人：高楠霜子(～1939年)。
- 長男：高楠正雄は出版社「大雄閣」を創業し、父の著書をはじめとした仏教関連書などを刊行。
- 次男：高楠八十男(～1909年)
- 長女：高楠千里(～1920年)
- 三男：高楠増男(～1927年)
- 三女：高楠志津枝(～1925年)
- 四女：高楠芳枝(～1923年)
- 養子：高楠栄

## 著作
著書
- 『巴利語仏教文学講本』金港堂 1900
- 『国民と宗教』丙午出版社 1909
- 『国民道徳の根柢』文泉堂 1911
- 『道徳の真義』広文堂書店 1915
- 『仏教国民の理想』丙午出版社 1916
- 『人生に関する講話』光明閣 1924
- 『生の実現としての仏教』大雄閣 1924
- 『宇宙の声としての仏教』大雄閣 1926
- 『仏伝』大雄閣 1926
- 『聖典を中心としての仏教』破塵閣書房 1928
- 『人文の基調としての仏教』大雄閣 1929
- 『仏教の根本思想』大雄閣書房 1931
- 『人間学としての仏教』大雄閣 1932
- 『親鸞聖人』東京仏教学会出版部 1933
- 『理の世界と智の世界』新更会刊行部 1933
- 『東西思想二千五百年の清算』大雄閣 1934
- 『東方の光としての仏教』大雄閣 1934
- 『仏教に現はれたる互尊独尊』財団法人日本互尊社 1934
- 『皇紀二千六百年の用意』大阪毎日新聞社 1935
- 『アジア民族の中心思想 印度篇』大蔵出版 1936
- 『釈尊の生涯』大雄閣 1936
- 『アジア民族の中心思想 支那・日本篇』大蔵出版 1938
- 『釈迦如来より親鸞聖人へ』同朋舎 1938
- 『新日本主義と仏教の国家観』大雄閣 1938
- 『仏教の見方・考へ方・教へ方』興教書院 1938
- 『日本精神』有光社　精神文化叢書　1939
- 『道を求めて』大東出版社 1939
- 『仏教の真髄』第一書房 1940
- 『大東亜海の文化』中山文化研究所 1942
- 『東西思潮と日本』第一書房 1942
- 『アジア文化の基調』万里閣 1943
- 『世紀に輝くもの』大蔵出版 1943
- 『大東亜に於ける仏教文化の全貌』文部省教学局宗教課(宗教文化叢書) 1944
- 『知識民族としてのスメル族』教典出版 1944
- 『新文化原理としての仏教』大蔵出版 1946
- 『仏教の根本原理：仏教の何ものかを知らざる知識人のために』東成出版社(仏教文庫) 1952
- 『仏教と基督教』東成出版社(仏教文庫) 1953
- 『インド思想から仏教へ：仏教の根本思想とその真髄』書肆心水 2017
- 『釈尊の生涯』ちくま学芸文庫 2019[4]

著作集
- 『高楠順次郎全集』(全10巻) 教育新潮社 1977-2008[5]

1. 第1巻『アジア民族の中心思想・インド編 東洋文化史における仏教の地位』1977
2. 第2巻『アジア民族の中心思想・シナ、日本編 大東亜における仏教文化の全貌』1977
3. 第3巻『仏教の根本思想 新文化原理としての仏教』1982
4. 第4巻『仏教の真髄 人文の基調としての仏教』1978
5. 第5巻『人間学としての仏教／釈尊の生涯』1979
6. 第6巻『宇宙の声としての仏教／東方の光としての仏教／仏伝考／東西思潮の合流』1977
7. 第9巻『インド古聖歌／戯曲龍王の喜び／奈良朝の音楽殊に「林邑八楽」について／梵僧指空禅師と達磨大師の画像／悉曇撰書目録』1978
8. 第7巻『宗教性教育 ほか6編』2008
9. 第8巻『仏教とは何ぞや ほか3編』2008
10. 第10巻『生の実現としての仏教 ほか5編／哀悼編／思い出の記／全集趣旨／論文目録』2008

共編著
- 『梵文学教科書』編、金港堂 1898
- 『仏領印度支那：一名仏国日南の新領土』南条文雄共著、沢井常四郎編、文明堂 1903
- 『新式日英辞典』新渡戸稲造共編、三省堂 1905
- 『印度哲学宗教史』木村泰賢共著、丙午出版社 1914
- 『仏教読本』編、大雄閣 1928
- 『大正新脩大蔵経』(100巻) 渡辺海旭ほか共同編集、刊行大正一切経刊行会 1924-1932
- 『散華法楽集』佐佐木信綱共編、大雄閣 1934
- 『聖徳太子御伝叢書』望月信亨共編、金尾文淵堂 1942
- 『聖徳太子三経御疏』望月信亨共編、金尾文淵堂 1943
- 『知証大師全集』(全3巻) 円珍著、望月信亨共編、世界聖典刊行協会　1949
- 『天台法華宗義集』義真撰、望月信亨共編、世界聖典刊行協会　1949
- 『仏教書籍目録』望月信亨共編、世界聖典刊行協会 1949
- 『法華三大部私記』第1 証真撰、望月信亨共編、世界聖典刊行協会 1949
- 『法華三大部復真鈔』普寂著、望月信亨共編、世界聖典刊行協会 1949

訳書
- 『弘法大師と景教との関係 一名・物云ふ石、教ふる石』イー・エー・ゴルドン[6]著、丙午出版社 1909
- 『聖婆伽梵歌』丙午出版社　1918
- 『世界聖典全集 前輯 第6巻　印度古聖歌』世界聖典全集刊行会 1919
- 『世界聖典全集 前輯 第4巻　聖徳太子三経義疏』共訳、世界聖典全集刊行会 1921
- 『印度仏教戯曲竜王の喜び：ナーガ・アーナンダム』世界文庫刊行会 1923
- 『ウパニシャットより仏教まで』オルデンベルク著、河合哲雄共訳、大雄閣 1930
- 『仏教とは何ぞや』訳評、大雄閣 1933
- 『南伝大蔵経』(全65巻) 高楠博士功績記念会訳編、大蔵出版 1935-1941
- 『ウパニシャッド全書』
- 『観無量寿経』英訳

## 高楠順次郎に関する資料
- 鷹谷俊之1957『高楠順次郎先生伝』武蔵野女子学院
  - 復刻：大空社(伝記叢書) 1993[7]
- 武蔵野女子学院編1974『武蔵野女子学院五十年史』武蔵野女子学院
- 武蔵野女子大学仏教文化研究所編1979『雪頂・高楠順次郎の研究：その生涯と事蹟』大東出版社
- 井ノ口泰淳編1988『高楠順次郎旧蔵日本梵語学資料集成』名著普及会
- 武蔵野女子大学学祖高楠順次郎研究会編1994『高楠順次郎の教育理念』武蔵野女子学院
- 東洋大学1937『東洋大学創立五十年史』
- 碧海寿広2024『高楠順次郎 世界に挑んだ仏教学者』吉川弘文館[8]
- 武蔵野大学高楠順次郎研究会編2024『高楠順次郎と近代日本』吉川弘文館[9]